# Stepànovo
Stepànovo (en rus: Степаново) és un poble del krai de Krasnoiarsk, a Rússia, que en el cens del 2010 tenia 342 habitants. Pertany al districte d'Ilanski.